# Baruyu Lasara
Baruyu Lasara is een bestuurslaag in het regentschap Nias Selatan van de provincie Noord-Sumatra, Indonesië. Baruyu Lasara telt 211 inwoners (volkstelling 2010).